# Kabinett Filbinger III
Das Kabinett Filbinger III bestand in der 6. Wahlperiode des Landtags Baden-Württemberg.
| Amt                                                                                               | Name                                 | Partei | Partei |
| ------------------------------------------------------------------------------------------------- | ------------------------------------ | ------ | ------ |
| Ministerpräsident                                                                                 | Hans Filbinger                       |        | CDU    |
| Stellvertretender Ministerpräsident                                                               | Wilhelm Hahn                         |        | CDU    |
| Kultusminister                                                                                    | Wilhelm Hahn                         |        | CDU    |
| Inneres                                                                                           | Karl Schiess                         |        | CDU    |
| Justiz                                                                                            | Traugott Bender                      |        | CDU    |
| Finanzen                                                                                          | Robert Gleichauf                     |        | CDU    |
| Wirtschaft, Mittelstand und Verkehr                                                               | Rudolf Eberle                        |        | CDU    |
| Ernährung, Landwirtschaft, Weinbau und Forsten                                                    | Friedrich Brünner                    |        | CDU    |
| Arbeit, Gesundheit und Sozialordnung                                                              | Annemarie Griesinger                 |        | CDU    |
| Bundesangelegenheiten                                                                             | Eduard Adorno                        |        | CDU    |
| Staatssekretär im Staatsministerium                                                               | Gerhard Mahler                       |        | CDU    |
| Staatssekretär für Vertriebene, Flüchtlinge und Kriegsgeschädigte                                 | Karl Mocker                          |        | CDU    |
| Politischer Staatssekretär im Innenministerium ab 1. September 1974 im Landwirtschaftsministerium | Erwin Teufel                         |        | CDU    |
| Politischer Staatssekretär im Kultusministerium                                                   | Gerhard Weng                         |        | CDU    |
| Politischer Staatssekretär im Finanzministerium                                                   | Manfred Rommel (bis 21. Januar 1975) |        | CDU    |